# ブリーシンガメン
ブリーシンガメン (古ノルド語: Brísingamen) は、北欧神話に登場する女神フレイヤが持っていたと伝えられている首飾りである。ブリーシンガとは炎、メンが装飾品の意。日本語訳では他に、ブリージンガメン、ブリーシンガルの首飾り、ブリーシングの首飾り、などがみられる。

## 『ソルリの話』

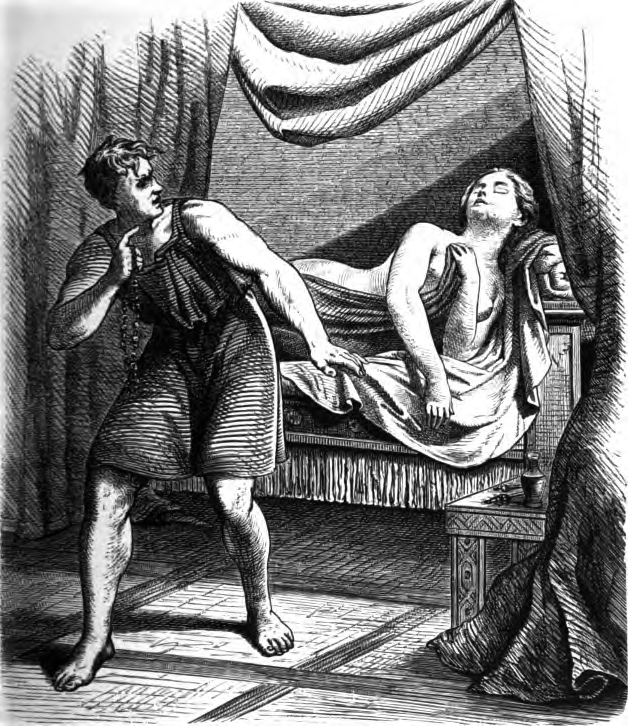
Friedrich Wilhelm Heineによって描かれた、ロキがフレイヤからブリーシンガメンを盗む場面。（1882年）

『ソルリの話』（『ヘジンとヘグニのサガ』）に次のような話がある。アジアに「アシーアランド」もしくは「アシーアヘイム」と呼ばれる国があって首都はアースガルズといった。そこに暮らす「アース族」の王がオージンでありニョルズの娘フレイヤを側室にしていた。オージンは大変フレイヤを愛していた。王宮近くの岩の奥にはアールヴリッグ（アルフリッグとも）、ドヴァリン、ベルリング（ベーリングとも）、グレールという4人のドワーフが住んでいた。彼らは素晴らしい技術を持ち何でも作ることができた。ある日フレイヤがこの岩屋の前を通りかかると、入口が開いており、ドワーフ達が黄金の首飾りを鋳造して仕上げをしているのが見えた。フレイヤは首飾りが気に入って買い取りをもちかけたが、ドワーフ達は金銭よりもフレイヤのからだを希望したため、フレイヤは彼らのそれぞれと一夜を共にするしかなかった。その代償としてドワーフたちが、彼女に首飾りを与えたのである。この一連の出来事を知ったロキがオージンへ告げ口をしたところオージンは激怒しロキを後宮に侵入させて首飾りを盗んでこさせた。そしてフレイヤには、首飾りを返す条件として、彼女の呪法と呪文によって2人の王ヘジンとヘグニを永遠に戦い合わせるよう命じたという。

## 『スリュムの歌』
『古エッダ』の『スリュムの歌』によると、巨人のスリュムにトールの武器が盗まれたためトールがフレイヤに変装してスリュムの館に出向いたとき、トールは結婚の宴の装いでこの首飾りを身につけたことがある。

## 『詩語法』

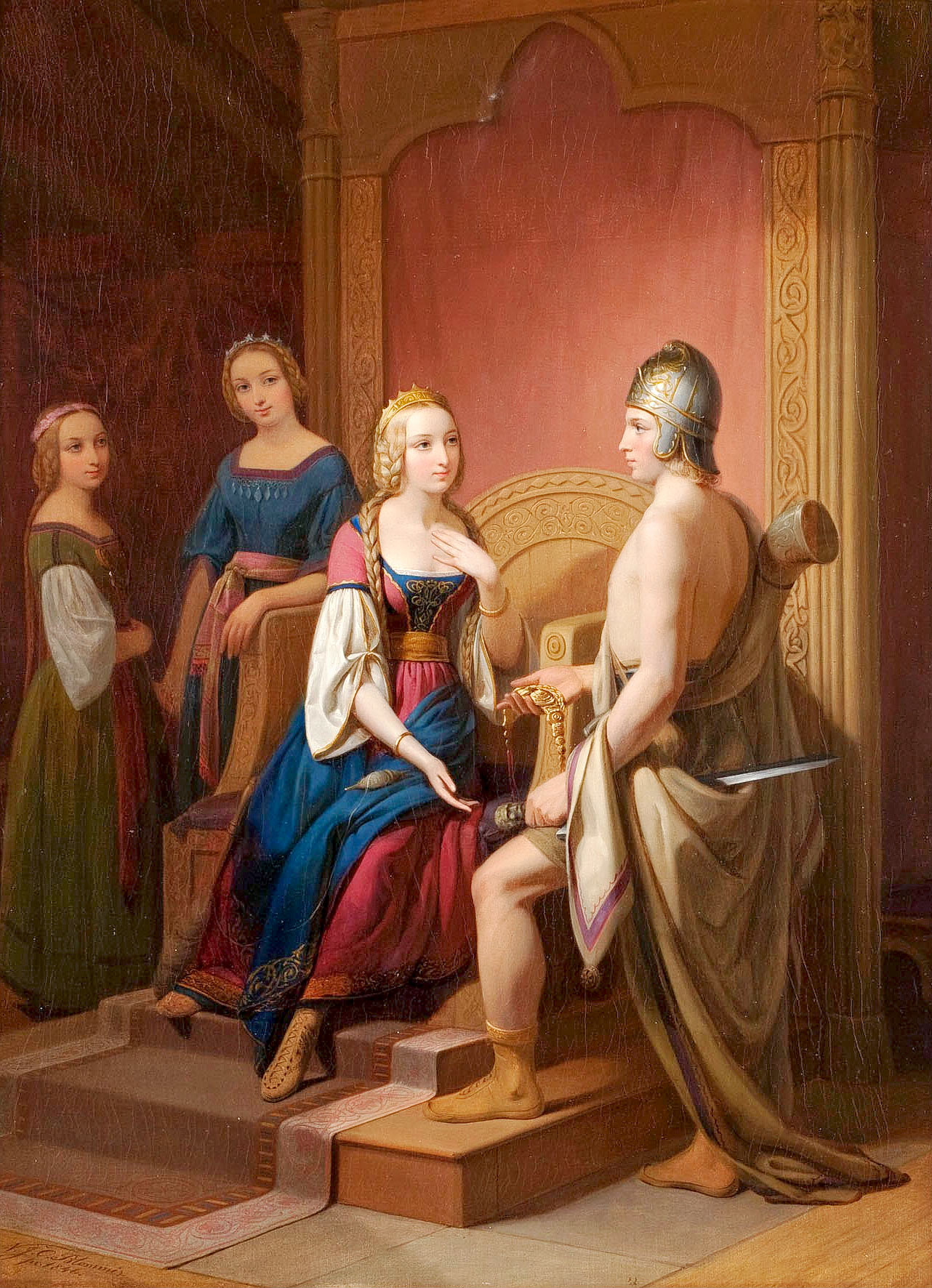
ニルス・ブロメールによって描かれた、ロキからブリーシンガメンを取り戻したヘイムダルとフレイヤ。（1846年）

スノッリ・ストゥルルソンの『散文のエッダ』第二部『詩語法』によると首飾りは一度ロキに盗まれたことがある。

フレイヤが寝ている隙にロキは蝿に変身して館に侵入し首飾りを盗むが、それを見ていたヘイムダルが首飾りを取り戻そうと雲や熊に変身してロキと闘う。最後にヘイムダルは自分をアザラシの姿に変え、ヴァーガ岩礁とシンガ岩において、アザラシの姿のロキと一戦を交え、長い戦いの後にロキを打ち負かし、ブリーシンガメンをフレイヤに取り戻してやることができた。ヘイムダルに対するケニング「ロキの敵」「フレイヤの首輪の探し手」、ロキに対する「巨人と山羊とブリーシンガメンとイズンのリンゴの盗人」はこの出来事に基づいている。またブリーシンガメンは詩人ウールヴル・ウッガソン の詩の中で「美しき海の石」と呼ばれている。

## 『ベーオウルフ』
首飾りはアングロ・サクソンの叙事詩『ベーオウルフ』にも「ブロージンガメン」（古英: Brōsinga mene、「ブロージング族の首飾り」の意）の名で、デネの王妃がグレンデルを倒した武功を讃えてベーオウルフに与えた首飾りが、それと並ぶ優れたものであることを語る形で登場する。この下りで「ブロージンガメン」は、ハーマ（Háma）がエオルメンリーチから盗み出し、「麗しき城市」へ持ち去ったとされる。
なおベーオウルフに下賜された首飾りは、その後主君のヒイェラーク王へ献上されるが、王が身に着け出陣して戦死した際にフリジア人の手に落ちたと語られる。